# 리보솜 DNA
리보솜 DNA(영어: ribosomal DNA, rDNA)는 유전자를 암호화하는 리보솜 RNA 그룹과 관련 조절 요소로 구성되며 생명의 모든 영역에서 유사한 구성으로 널리 퍼져 있다. 리보솜 DNA는 리보솜 조립의 필수 구조 요소인 비암호화 리보솜 RNA를 암호화하며, 그 중요성으로 인해 진핵생물 세포에서 발견되는 RNA의 가장 풍부한 부분이 된다. 추가적으로, 이러한 세그먼트에는 전사된 스페이서 세그먼트와 전사되지 않은 스페이서 세그먼트 모두뿐만 아니라 RNA 중합효소 I에 특이적인 프로모터와 같은 조절 섹션이 포함된다.
단백질 생합성을 위한 리보솜 조립에서 rDNA 유전자의 중요성이 높기 때문에 rDNA 유전자는 일반적으로 분자 진화에서 고도로 보존된다. 사본 수는 종에 따라 상당히 다를 수 있다. 리보솜 DNA는 계통발생 연구에 널리 사용된다.

## 같이 보기
- 리보솜 RNA (rRNA)